# 哈尔加滕
哈尔加滕是德国莱茵兰-普法尔茨州的一个市镇。总面积2.54平方公里，总人口733人，其中男性372人，女性361人（2011年12月31日），人口密度289人/平方公里。